# ハールレムの印刷業者アブラハム・カステレインとその妻マルガリエータ・ファン・バンケン
『ハールレムの印刷業者アブラハム・カステレインとその妻マルガリエータ・ファン・バンケン』（ハールレムのいんさつぎょうしゃアブラハム・カステレインとそのつまマルガリエータ・ファン・バンケン、蘭: Haarlemse drukker Abraham Casteleyn en zijn vrouw Margarieta van Bancken, 英: Haarlem Printer Abraham Casteleyn and His Wife Margarieta van Bancken）、または『アブラハム・カステレインとマルガリエータ・ファン・バンケン夫妻』（アブラハム・カステレインとマルガリエータ・ファン・バンケンふさい、蘭: Het echtpaar Abraham Casteleyn en Margarieta van Bancken, 英: The Married Couple Abraham Casteleyn and Margarieta van Bancken）は、オランダ黄金時代の画家ヤン・デ・ブライが1663年にキャンバス上に油彩で制作した肖像画である。「JDBray. 1663」という画家の署名と制作年が記されている。作品は1939年にF・E・ブラーウ (F.E. Blaauw) 氏から遺贈されて以来、アムステルダム国立美術館に所蔵されている。

## 作品
この絵画の左側に描かれているアブラハム・カステレインは印刷業者であった。彼は、最初期の新聞の1つで、1656年から1942年まで刊行された「ハールレムセ・クラント (Haerlemse Courant)」の創始者でもあった。
彼と妻のマルガリエータは、結婚の絆の印として手をつないだ姿で表されている。プロテスタントの一派であるメノー派教徒の2人の身なりは質素である。華美なものは何一つ描かれていない。彼らは、テラスで書物や地球儀、ハールレムの市民L・J・コステル (L.J. Coster) の胸像に囲まれている。コステルは、長い間ハールレムの人々にとって活版印刷術の発明者であるとされていた。テラスにあるこれらの事物は、カステレインの知識と職業を示している。なお、カステレインの死後、妻のマルガリエータは印刷所を継承し、その運営に携わった。